# Xinca-Sprachen
Die Xinca-Sprachen bilden eine kleine Sprachfamilie in Süd-Guatemala in der Nähe Jutiapas.
Die erste Information zu den Xinca-Sprachen geht auf einen Brief von Pedro de Alvarado an Hernan Cortes zurück. Dieser ist auf den 28. Juli 1524 datiert und berichtet von seinem Vorstoß in deren Territorium im letzten Winter, nachdem Alvarado über den Fluss Michatoyat nach Atiquipaque gelangte. Er berichtete davon, dass die Leute dort eine Sprache sprechen, die sich von den Sprachen, die er auf seiner Reise begegnet war unterschied.

## Unterteilung und Beziehungen zu anderen Sprachen
Sie umfasst folgende Sprachen, die alle vom Aussterben bedroht oder bereits ausgestorben sind:
- Yupiltepeque-Jutiapa (ausgestorben ca. 1920)
- Yumaytepeque (ausgestorben, vielleicht noch Semisprecher)
- Chiquimulilla (ausgestorben)
- Guazacapan (ausgestorben, nur noch wenige Sprecher)

Eine vermutete Verwandtschaft mit dem Lenca konnte bisher nicht nachgewiesen werden.
Gesprochen wurden die Xinca-Sprachen in den folgenden Städten/Dörfern: Atescatempa, Atiquipaque, Chiquimulilla, Comapa, Guazacapam, Ixhuatán, Yupiltepeque, Jutiapa, Mustiquipaque, Nancinta, Sinacantan, Tacuilulá, Taxisco, Tepeaco, Tescuaco, Tupitepeque.

## Derzeitige Situation
Xinca ist eine der wenigen indigenen Sprachgruppen Guatemalas, die nicht zu den Maya-Sprachen gehören, gesprochen in sieben Municipios und einem Dorf in Santa Rosa und Jutiapa. Entgegen den Angaben von Ethnologue ist Xinca noch nicht ausgestorben, doch wird es nur noch von alten Menschen gesprochen: Um das Jahr 2006 wurden sechs Sprecher in Guazacapán gezählt. Aus den 1990er Jahren gab es Angaben von 25 bis 300 Sprechern, doch bei der Volkszählung von 2002 gaben 1.283 Xinka als Muttersprache an; 16.214 bezeichneten sich als Xinka.